# Kóliják

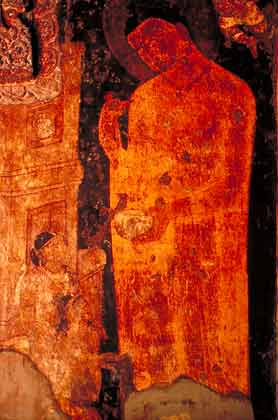
Jasodará (kólija hercegnő) és Ráhula Buddhával (bal alul), Adzsantai barlangtemplomok.

A kóliják ksatriják voltak az adiccsa klánból (Iksvaku-dinasztia) Gautama Buddha idejében. A szakja és a kólija királyi család tagjai kizárólag egymás között házasodtak, mivel mindkét klán igen büszke volt a királyi vérvonaluk tisztaságára. Például a szakja Suddhódana király apai nagynénjét Andzsana kólija uralkodóhoz adták feleségül. Lányaikat, Májá Dévít és Mahá Padzsápatí Gótamít Suddhódana királyhoz adták feleségül. Ehhez hasonlóan házasodott össze Szuppabuddha (Andzsana fia) lánya, Jasodará és a szakja herceg Gautama Sziddhártha, a későbbi Buddha. Gyakori szokás volt a két család között már ősidők óta, hogy unokatestvérek házasodtak egymással. Előfordultak közöttük viszályok is, ahogy az a Dhammapada 197. Szomszédok viszálya történetben szerepel.
Két fő településük Ramagama (ma Paraszi, Nepál) és Dévadaha volt.

## Történetük
A szövegmagyarázatokban szerepelnek a kóliják eredetével kapcsolatos leírások. contain accounts of the origin of the Koliyas. A történetek szerint a benareszi Rama (vagy egyes források szerint Kola – innen a kólija név) király leprás lett, így az udvarhölgyek megundorodtak tőle, így a király elvonult az erdőkbe és birodalmát legidősebb fiára hagyta. Az erdőben leveleken és gyümölcsökön élt és hamarosan meg is gyógyult. Vándorlásai során találkozott Okkaka öt lánya közül Pijával, aki szintén leprás volt. Rama miután meggyógyította a lányt elvette feleségül és 32 fiuk született. A benareszi király segítségével építettek egy települést az erdőben, amely során kivágtak egy nagy kola fát. Innen kapta a település a Kolangara nevet. Mivel a helyszínre egy tigris vadászat (vjagghapatha) alkalmával találtak, a települést úgy is nevezték, hogy Vjagghapaddzsa. A király leszármazottait nevezték kólijáknak.
A Kunala dzsátaka szerint (Dzsátaka mesék 413. mese), amikor a szakják szerették volna elpusztítani a kolijákat azt mondták, hogy azok korábban állatként éltek egy kola fában, ahogy a nevük is mutatja. A szakják és a kolják területei egymás mellett feküdtek, amelyeket a Rohini-folyó választott el egymástól. A két törzs ksatrijái egymás között kötöttek házasságokat és mindkettő tagjai a történelmi Buddha leszármazottjának vallják magukat. Egyszer vita tört ki a két nemzet között a Rohini-folyó vizének használatával kapcsolatban. A véres viszályt csupán Buddha közbenjárásával sikerült elkerülni.

## Kaplcsolódó szócikkek
- Szuppabuddha
- Dévadatta
- Díghadzsánu-szutta
- Szanthagara